# 2 (album)
A 2 Péterfy Bori & Love Band együttes második stúdióalbuma, amely 2009. november 13-án jelent meg.

## Dallista
| #   | Cím | Hossz |
| --- | --- | ----- |
| 1.  | Bűvös vadász Írta: Tövisházi Ambrus, Péterfy Bori                                                              | 3:43  |
| 2.  | Csillagpor Írta: Tövisházi Ambrus, Hujber Szabolcs                                                             | 2:45  |
| 3.  | Napba néző Írta: Tövisházi Ambrus, Hujber Szabolcs                                                             | 4:21  |
| 4.  | Zombi Írta: Tövisházi Ambrus, Hujber Szabolcs, Mészáros Ádám                                                   | 2:41  |
| 5.  | Porszem Írta: Tövisházi Ambrus, Péterfy Bori                                                                   | 3:52  |
| 6.  | Téged nem Írta: Tövisházi Ambrus, Péterfy Bori, Tariska Szabolcs                                               | 3:21  |
| 7.  | Jó reggelt, Bori Írta: Tövisházi Ambrus, Lovasi András                                                         | 3:43  |
| 8.  | Ájultan fekszem veled Írta: Tövisházi Ambrus, Tariska Szabolcs                                                 | 4:31  |
| 9.  | Fekete párna Írta: Tövisházi Ambrus, Drapos Gergely, Pápai István, Laskai Viktor, Mészáros Ádám, Vinnai András | 3:51  |
| 10. | Újraélesztő (Egyedi Péterrel) Írta: Tövisházi Ambrus, Maráczy Péter, Egyedi Péter, Vékony Attila               | 3:55  |
| 11. | Szembogár Írta: Tövisházi Ambrus, Hujber Szabolcs                                                              | 3:52  |
| 12. | Láva Írta: Tövisházi Ambrus, Hujber Szabolcs, Péterfy Bori                                                     | 3:56  |
| 13. | Húsz emelet Írta: Tövisházi Ambrus, Péterfy Bori                                                               | 2:21  |
| 14. | Ötszáz villám Írta: Tövisházi Ambrus, Hujber Szabolcs                                                          | 3:40  |